# Красівка (Тернопільський район)
Кра́сівка —  село в Україні, у Великогаївській сільській громаді Тернопільського району, Тернопільської області, До 2015 підпорядковане Дичківській сільській раді. Від вересня 2015 року ввійшло у склад Великогаївської сільської громади. Розташоване на річці Гнізна, в центрі району.
Населення — 414 осіб (2001).

## Історія
Перша писемна згадка — 1564 року.
Діяли українські товариства «Просвіта», «Луг», «Відродження», кооператива.
1 серпня 1934 року в рамках реформи на підставі нового закону про самоуправління (23 березня 1933 року) село увійшло до нової сільської гміни Великі Бірки (Тернопільський повіт Тернопільського воєводства).
12 червня 2020 року, відповідно до розпорядження Кабінету Міністрів України № 724-р «Про визначення адміністративних центрів та затвердження територій територіальних громад Тернопільської області» увійшло до складу Великогаївської сільської громади.
19 липня 2020 року, в результаті адміністративно-територіальної реформи та ліквідації Тернопільського району, село увійшло до складу новоутвореного Тернопільського району.

## Населення
Згідно з переписом УРСР 1989 року чисельність наявного населення села становила 473 особи, з яких 218 чоловіків та 255 жінок.
За переписом населення України 2001 року в селі мешкало 414 осіб.

### Мова
Розподіл населення за рідною мовою за даними перепису 2001 року:
| Мова       | Відсоток |
| ---------- | -------- |
| українська | 99,52 %  |
| російська  | 0,48 %   |

## Символіка

### Герб
Затверджений рішенням сесії сільської ради.
Автор — С. Ткачов.
На червоному щиті срібний п'ятираменний хрест. На відділеній сріблом зеленій трикутній базі лазурове коло з золотою нитяною облямівкою, поверх якого золоте сонце з шістнадцятьма променями, непарні більші від парних. Щит розміщений на золотому картуші, верхня половина якого еклектична, а нижня утворена з колосків та лаврового листя, унизу якого на золотій стрічці чорними літерами — «Красівка», під стрічкою чорні цифри 1564. Щит увінчаний золотою сільською короною.
Зірка — символ церкви Преображення Господнього.

## Пам'ятки
- церква Покрови Пресвятої Богородиці (1992, мурована)
- капличка із джерелом
- символічна могила Борцям за волю України (1991).

## Соціальна сфера
Працюють клуб, бібліотека.

## Відомі люди

### У Красівці народилися
- культурно-освітній діяч Костянтин Копачівський (1899—1970),[10]
- фармацевт, громадський діяч, член НТШ, Ліги Визволення України Павло Копачівський (1914),[11]
- громадсько-політичний діяч Ярослав Демидась (1939)[12],
- господарник і громадський діяч Олег Караванський (1947)[13].
- Сидяга Петро Степанович (1893-1938) -  завідуючий педагогічною частиною середньої школи в с. Привільне Солонянського р-ну Дніпропетровської області. Розстріляний за контрреволюційну агітацію[14]

### Пов'язані з Красівкою
- душпастирював о. Іван Волянський.

## Галерея

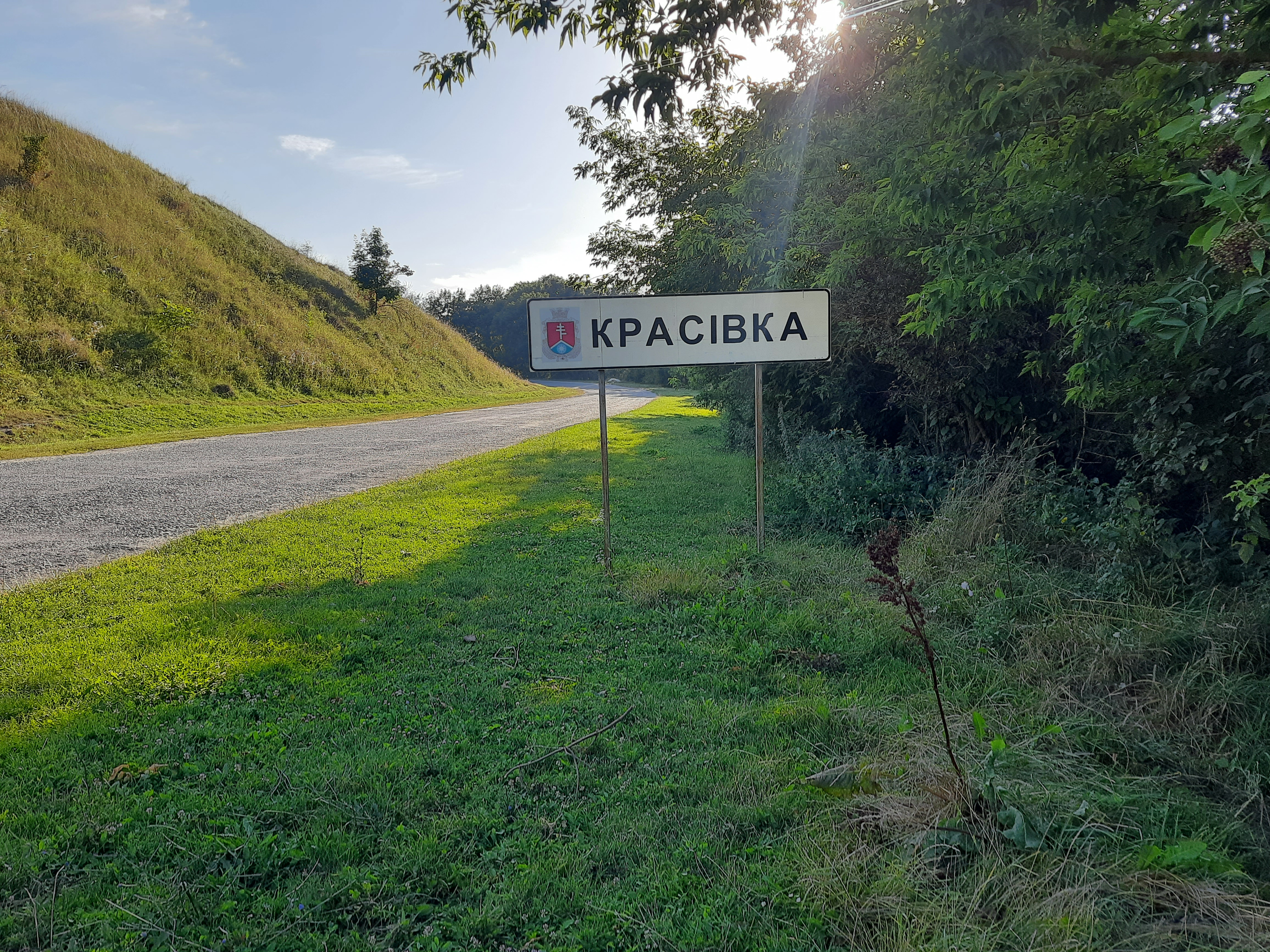
Дорожній знак при в'їзді в село
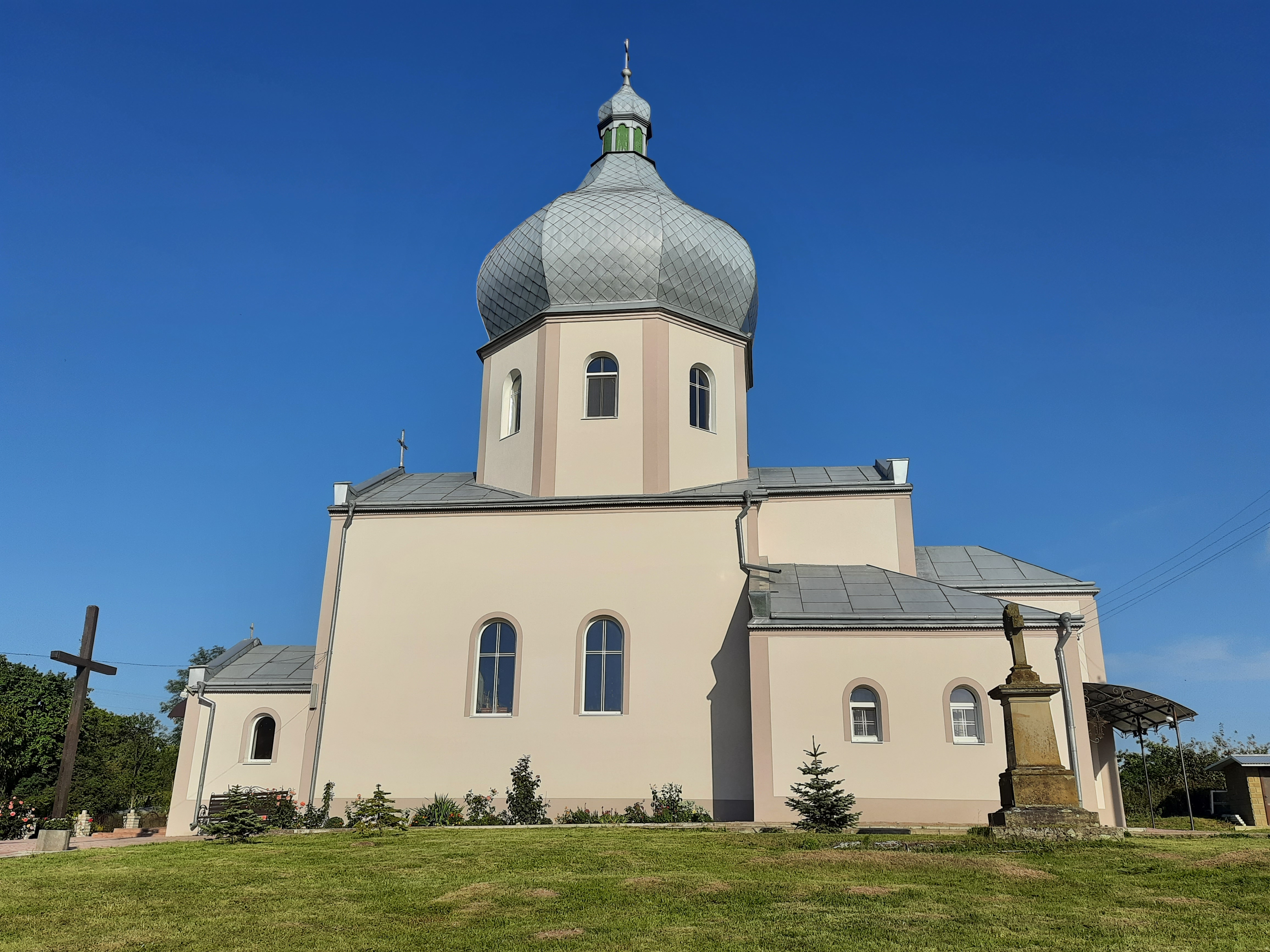
Церква Покрови Пресвятої Богородиці
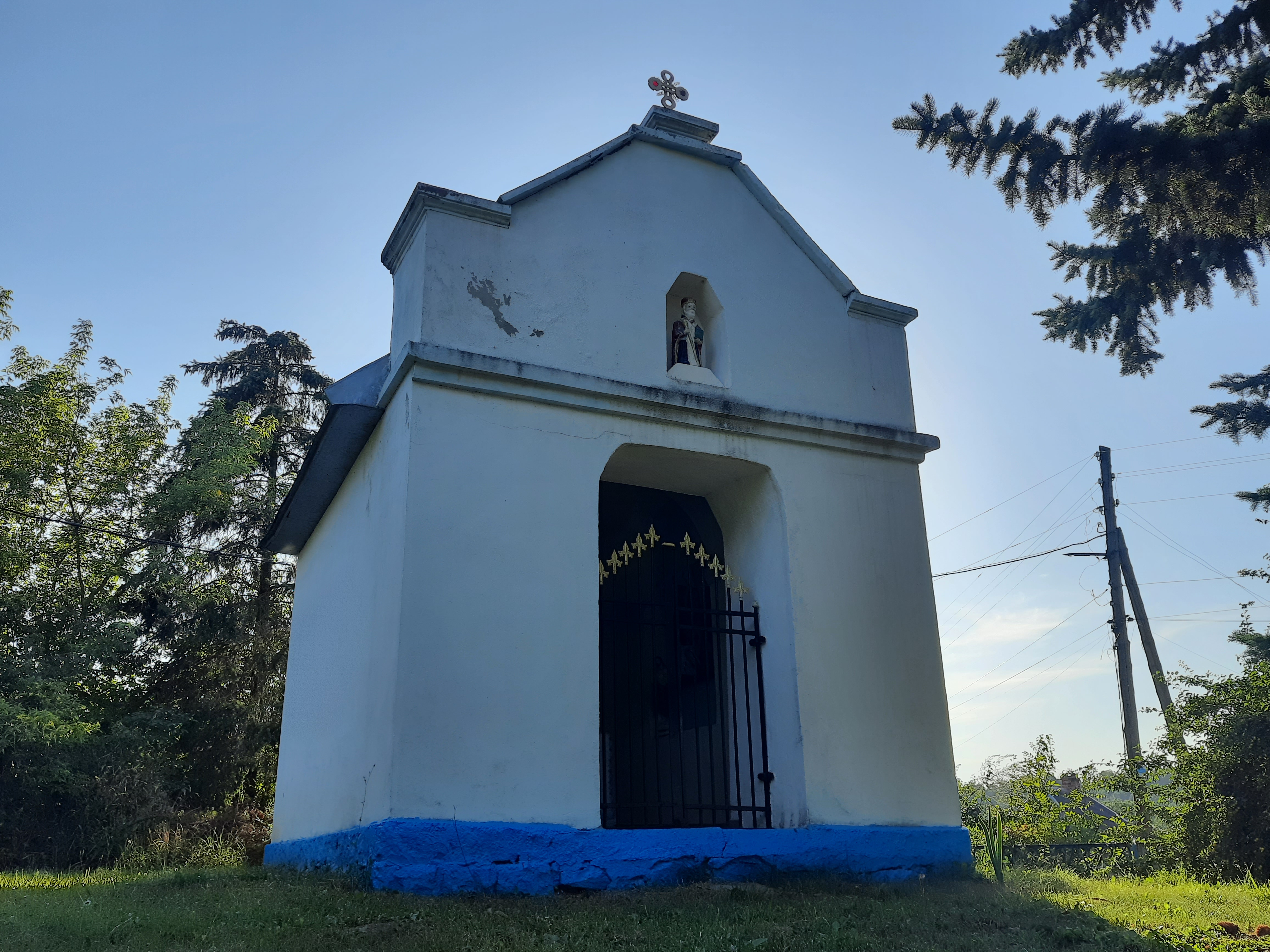
Капличка
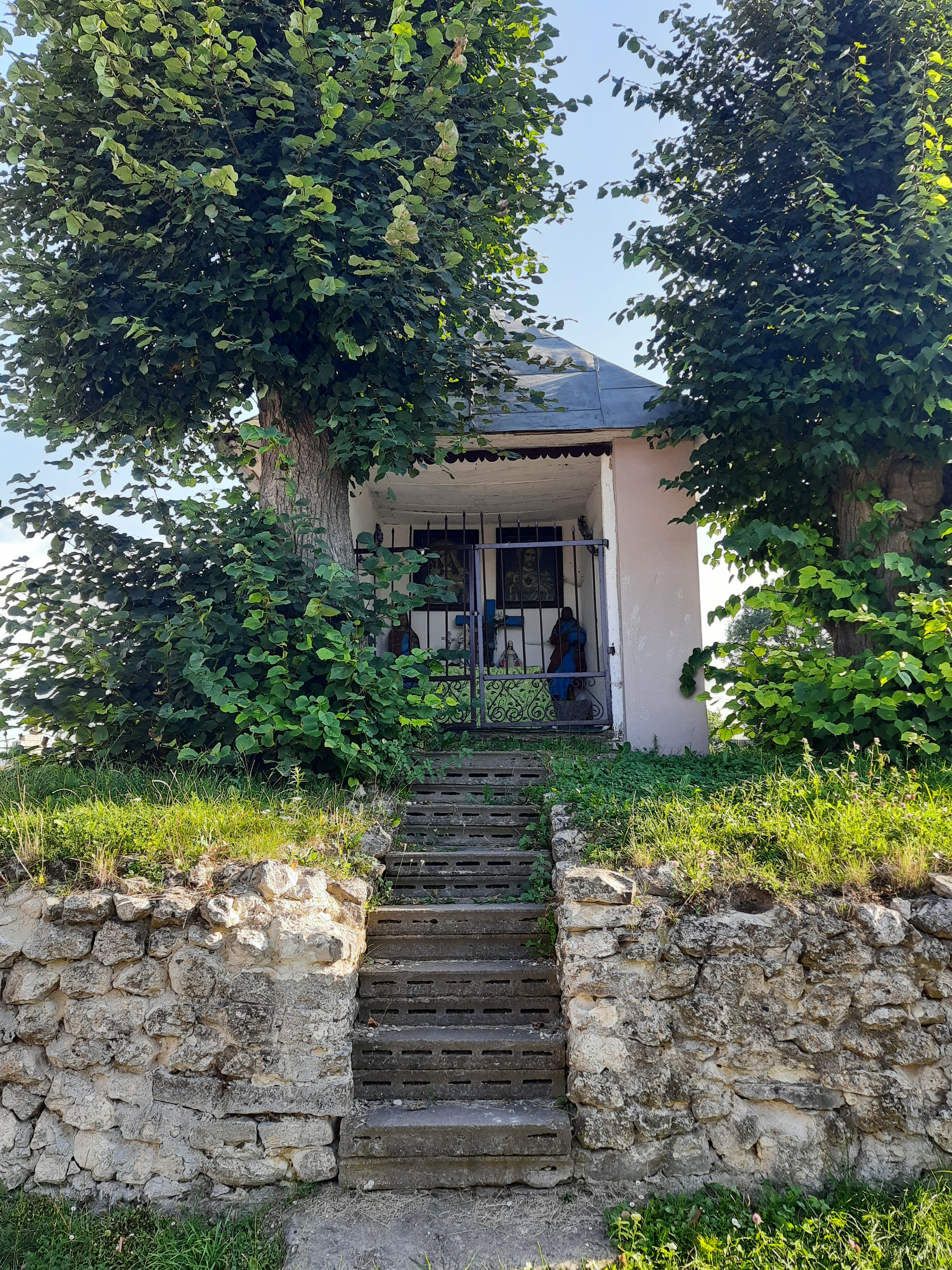
Капличка
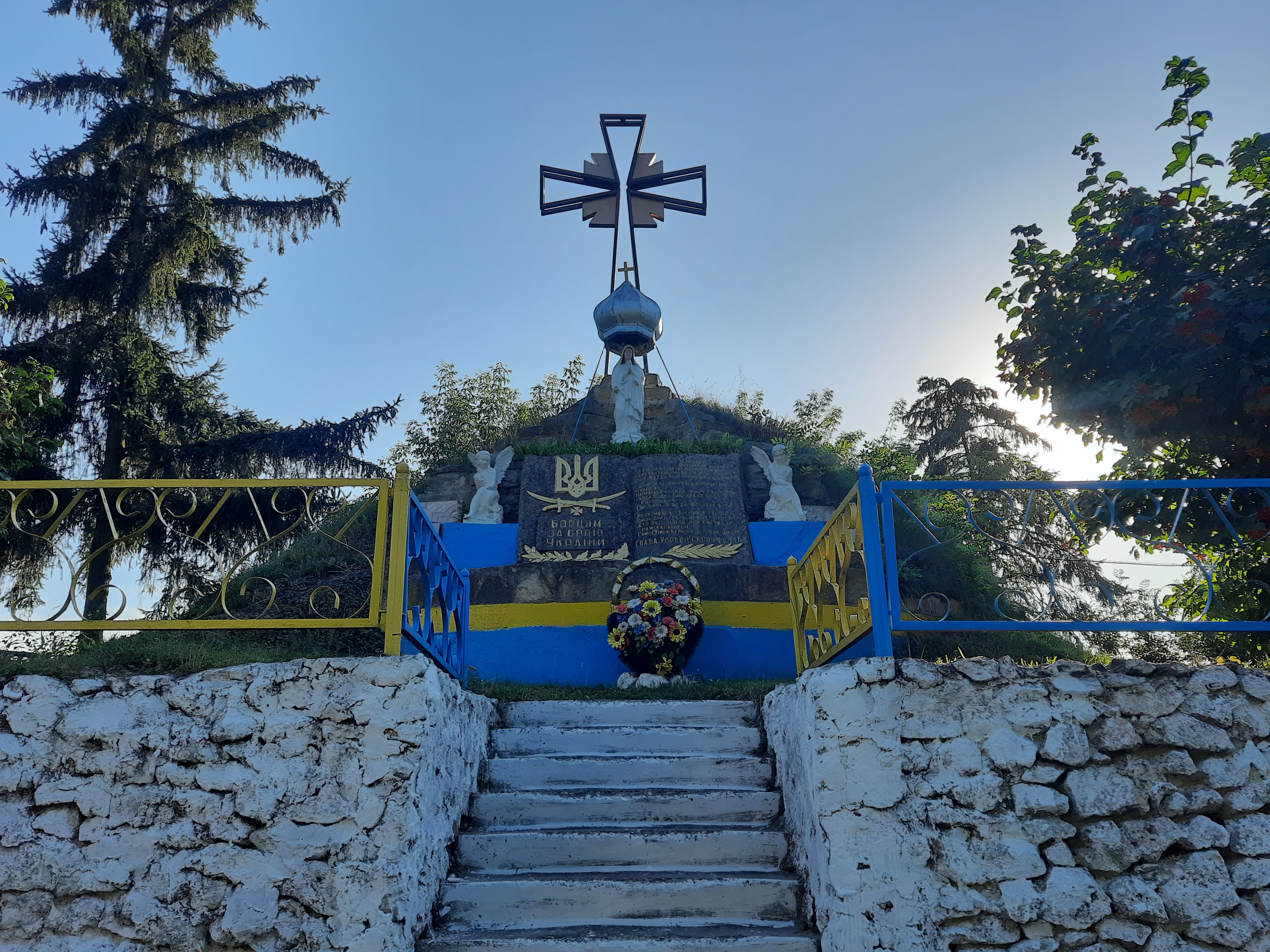
Символічна могила Борцям за волю України